# Hans-Joachim Zeidler

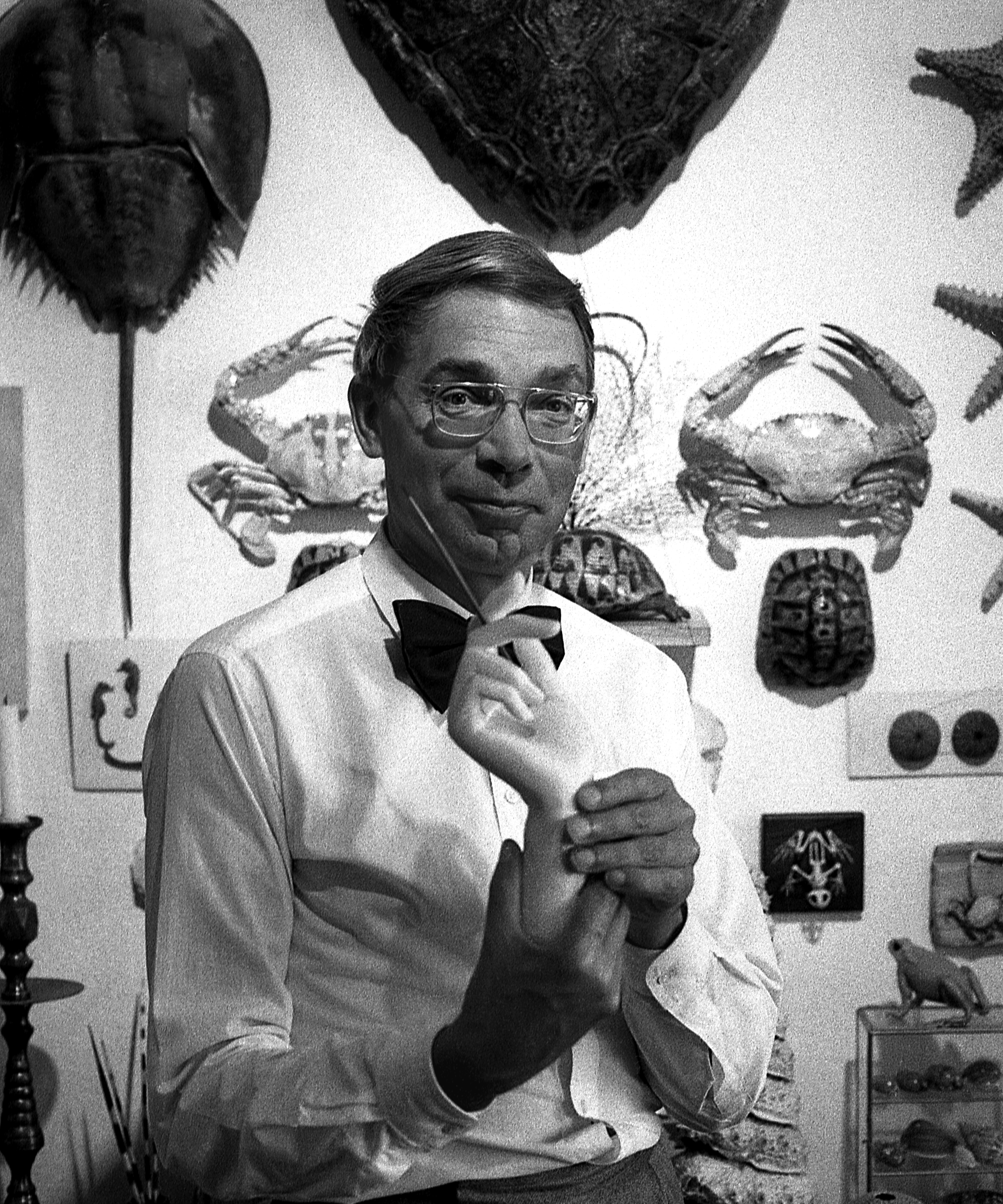
Hans-Joachim Zeidler, 1975

Hans-Joachim Zeidler (* 2. Januar 1935 in Berlin, Alt-Moabit; † 24. Januar 2010 in Berlin) war ein deutscher Maler und Dichter.

## Leben
Hans-Joachim Zeidler wurde 1942 in Berlin ausgebombt und nach Pommern evakuiert. Er kehrte 1946 in die Berliner Ruinenlandschaft zurück und ging ab 1947 aufs Gymnasium. 1950 begann er intensiv Ruinen zu zeichnen. Er studierte von 1951 bis 1954 an den beiden Berliner Meisterschulen und der Hochschule für bildende Künste bei Wilhelm Tank. Danach arbeitete er 1955 als wissenschaftlicher Zeichner an der Universität Tübingen und ging 1957 in die Schweiz, wo er zwei Ausstellungen hatte und in Lausanne vier Jahre lang als Gebrauchsgrafiker arbeitete. Dort lernte er auch seine Frau Ariane kennen. 1960 kam er nach Berlin zurück, um hier als freier Maler zu leben.
1963 gingen er und seine Frau für ein Jahr nach Ibiza. Beide unternahmen in den folgenden Jahren Studienreisen in viele Länder. Zwischen 1955 und 1984 hatte er 66 Einzelausstellungen in Deutschland, Frankreich, der Schweiz und Kalifornien, außerdem beteiligte er sich an über 150 Gruppenausstellungen.
Ab 1968 brachte er fünf eigene Bücher heraus. Zeidler gehörte seit 1972, zusammen mit Günter Grass, Wolfdietrich Schnurre, Kurt Mühlenhaupt und neun anderen Doppelbegabungen zur Gruppe der Berliner Malerpoeten. 1985 umfasste sein Werkkatalog 1800 Öl- und Temperabilder, Aquarelle und Zeichnungen, dazu 220 Illustrationen und 126 Litho-Auflagen mit etwa 12.000 Handdrucken. Von 1971 bis 1974 hatte er zudem den Vorsitz bei der Freien Berliner Kunstausstellung.
Im Januar 2010 nahm er sich das Leben.

## Illustrierte Bücher
- Fabeltiere (1968)
- Fabelwesen (1971)
- Berliner Spottberichte (1975)
- Mozart in Monte Carlo (1978)
- Die Lithographien 1962–1977 (1978)
- Oppermanns Musikstaffelei (1978)
- Phantastische Landschaften (1980)
- Spiel am Meer (1985)
- Atelierbesuch (1985)
- Die letzte Vogelscheuche (1989)